# Alfabeto vietnamita

Los 6 tonos se representan con acentos diacríticos

El alfabeto vietnamita, llamado chữ quốc ngữ (escritura de la lengua nacional) o quốc ngữ (lengua nacional), es el sistema de escritura contemporáneo propio del idioma vietnamita. Basado en el alfabeto latino utilizado por la lengua portuguesa, fue inventado por un misionero francés, Alexandre de Rhodes. Después de la colonización francesa, y gracias a la obra de difusión emprendida por eruditos de la talla de Petrus Ky, se impuso en todos los documentos oficiales, de manera que terminó siendo el sistema más utilizado para la escritura de la lengua vietnamita.
Benedict Anderson en su obra Comunidades imaginadas (Fondo de Cultura Económica México n.º 498 pgs. 178-179), dice:  El quốc ngữ es una escritura fonética romanizada, inventada por los misioneros jesuitas en el siglo XVII, aunque en su forma final esta escritura suele atribuirse al talentoso lexicógrafo Alexandre de Rhodes que publicó en 1651 su notable "Dictionarium annamiticum, lusitanum et latinum". Se adoptó por las autoridades para su uso en "Cochinchina" desde el decenio de 1860. Fue impulsado de forma deliberada para destruir los lazos con China, y quizá también con el pasado nativo, al hacer inaccesibles los registros dinásticos y las literaturas antiguas para una nueva generación de vietnamitas colonizados.
La mayoría de los funcionarios coloniales franceses de finales de siglo XIX estaban convencidos de que lograr el éxito colonial permanente requería la eliminación drástica de las influencias chinas, incluido el sistema de escritura. Los misioneros consideraban a menudo a los literatos "confucianos" como el principal obstáculo para la conversión general de Vietnam al catolicismo. Por lo tanto, creían que la eliminación de la lengua china equivalía a privar simultáneamente a Vietnam de su herencia y a neutralizar a la "élite tradicional", con el resultado de comunicar a los vietnamitas solo la literatura y la filosofía francesas que juzgaron útiles y fácilmente asimilables para ellos. 
El alfabeto vietnamita tiene signos diacríticos para distinguir entre sonidos y tonos.

## Letras
El alfabeto vietnamita tiene 29 letras:
| A | Ă | Â | B | C | D | Đ | E | Ê | G | H | I | K | L | M | N | O | Ô | Ơ | P | Q | R | S | T | U | Ư | V | X | Y |
| a | ă | â | b | c | d | đ | e | ê | g | h | i | k | l | m | n | o | ô | ơ | p | q | r | s | t | u | ư | v | x | y |
Además se usan 10 dígrafos y 1 trígrafo.
CH, GH, GI, KH, NG, NGH, NH, PH, QU, TH, TR
Las letras "F", "J", "W" y "Z" no se utilizan en el idioma vietnamita, pero se usan para las palabras extranjeras. "W" es a veces utilizado en lugar de "U" para abreviar.

### Vocales
La correspondencia entre la ortografía y la pronunciación es algo complicado. En algunos casos, la misma letra puede representar otros sonidos, y otras letras pueden representar el mismo sonido.
| Ortografía | Pronunciación   | Ortografía | Pronunciación  |
| ---------- | --------------- | ---------- | -------------- |
| a          | /ɐː/, /ɐ/, /a:/ | o          | /w/            |
| ă          | /ɐ/,/ʌ/,/a/     | ô          | /o/, /ɜw/,/ou/ |
| â          | /ə/             | ơ          | /əː/           |
| e          | /ɛ/,/æ/         | u          | /u/, /w/,/ʷ/   |
| ê          | /e/, /ei/       | ư          | /ɨ/, [ɯ]       |
| i          | /i/, /j/        | y          | /i/, /j/, /i:/ |

La tabla abajo son...
| /i/ - normalmente se escribe como i: /si/ = sĩ (Un sufijo que indica profesión, parecido al sufijo inglés -er). - a veces: /mi/ = Mỹ 'Estados Unidos'. - siempre se escribe y si 1. es precedido por una vocal ortográfica: /xwiɜn/ = khuyên 'aconsejar'; 2. a principios de una palabra que deriva del chino (escrito como i de lo contrario): /iɜw/ = yêu 'amar'. - (Atención que i e y se utilizan también para escribir la semivocal consonante /j/.) | /e/ - se escribe ê.                                                                 |
| /ɛ/ - se escribe e. | /ɨ/ - se escribe ư.                                                                 |
| /əː/ - se escribe ơ. | /ɜ/ - /ɜ/ ocurre como un monoptongo y también como la segunda parte de un diptongo. |
| /ɐː/ - se escribe a. | /ɐ/                                                                                 |
| /u/ - se escribe u. | /o/ - se escribe ô.                                                                 |
| /ɔ/ - se escribe o. |                                                                                     |

| Pronunciación | Ortografía     | Pronunciación | Ortografía |
| Diptongos     | Diptongos      | Diptongos     | Diptongos  |
| ------------- | -------------- | ------------- | ---------- |
| /uj/          | ui             | /iw/          | iu         |
| /oj/          | ôi             | /ew/          | êu         |
| /ɔj/          | oi             | /ɛw/          | eo         |
| /əːj/         | ơi             | /əːw/         | ơu         |
| /ɜj/          | ây, ê          | /ɜw/          | âu, ô      |
| /ɐːj/         | ai             | /ɐːw/         | ao         |
| /ɐj/          | ay, a          | /ɐw/          | au, o      |
| /ɨj/          | ưi             | /ɨw/          | ưu         |
| /iɜ/          | ia, ya, iê, yê | /uɜ/          | ua, uô     |
| /ɨɜ/          | ưa, ươ         |               |            |
| Triptongos    |                |               |            |
| /iɜw/         | iêu, yêu       | /uɜj/         | uôi        |
| /ɨɜj/         | ươi            | /ɨɜw/         | ươu        |

| /iɜ/ - se escriba ia en sílabas abiertas: /miɜ/ = mía 'caña de azúcar' (Atención: sílabas abiertas son sílabas que finaliza en un vocal, sílabas cerradas finaliza en un consonante) - se escriba iê antes de un consonante: /miɜŋ/ = miếng 'trozo' - el i se escriba y a principios de palabras o después de un vocal ortográfico: - ya: /xwiɜ/ = khuya 'en el noche tarde' - yê: /xwiɜn/ = khuyên 'aconsejar'; /iɜn/ = yên 'en calma' | /uɜ/ - se escriba ua en sílabas abiertas: /muɜ/ = mua 'comprar' - se escriba uô antes de consonante: /muɜn/ = muôn 'diez mil' |
| /ɨɜ/ - se escriba ưa en sílabas abeirtas: /mɨɜ/ = mưa 'llover' - se escriba ươ antes de consonante: /mɨɜŋ/ = mương 'regar canal' | |

### Consonantes
El dígrafo "gh" y el trígrafo "ngh" se remplazan por "g" y "ng" que se utilizan antes de "i", a fin de evitar confusión con el dígrafo "gi". Por razones históricas, se utilizan también delante de "e" o "ê" (como en italiano).
La mayoría de las consonantes se pronuncian similar a las equivalentes europeas, con ciertas consideraciones:
- "ch" es oclusiva palatal sorda (IPA: [c]) o africada (IPA: [ʧ]).
- "đ" es semejante al sonido "d" en muchos idiomas. En vietnamita "đ", no obstante se pronuncia como una  parada de glotis inmediatamente precedente o simultáneo como "đ".
- Ambas "d" y "gi" se pronuncian [z] en las dialectos del norte (incluso Hanói), o [j] (semejante a "y" inglés) en el dialecto central y Saigón.
- "v" se pronuncia [v] en el dialecto del norte, o [j] en el dialecto del sur.
- "KH" es fricativa velar sorda (IPA: [x]). Se parece a la "j" y a la "g" en (ge), (gi) en español, la "ch" alemán, checo, eslovaco, polaco y escocés, la "Х" rusa, ucraniana, bielorrusa, azerí, tayika, kazaja y uzbeka, la "H" del mandarín, o la "kh" árabe y persa. No se pronuncia nunca como la "k" inglesa o la "kh" ख hindi.
- "ng" es un velar nasal (IPA: [ŋ]). "ng" se parece al inglés "singing" o gallego "unha". No se pronuncia nunca como "n" inglés o "n" más "g".
- "NH" es una nasal palatal (IPA: [ɲ]), semejante a "ñ" español, "ny" catalán, "nh" portugués, ń polaco.
- "PH" se pronuncia /f/, similar a "f" en español. No se pronuncia nunca como "p" inglés o "ph" फ hindi. Curiosamente, hay "p" sin "h" sólo en las palabras extranjeras, y "f" no se usa en vietnamita a pesar de que "ph" se pronuncia /f/ y no /pʰ/. Es debido a razones históricas.
- "S" se pronuncia como la "sh" inglesa, mientras que el fonema "s" es representado por "x" en el dialecto del sur y algunos dialectos centrales; pero ambas se pronuncian "s" en los dialectos del norte.
- "th" es una "t" aspirada(IPA: [tʰ]). Se parece al sonido "th" थ en hindi o el sonido "t" en inglés a principios de la palabra. No se pronuncia nunca como "th" inglés o la "t" francesa y española.
- "TR" es una "t" retrofleja (en las regiones del sur) y se pronuncia como la "ch" vietnamita en el dialecto del norte. Es similar a la pronunciación del pinyin "zh" en el chino mandarín. Las palabras de chino mandarín que empiezan con "zh" se corresponden normalmente con las palabras sino-vietnamita que empiezan con "tr".